# Harrisius pallidus
Harrisius pallidus är en tvåvingeart som beskrevs av Freeman 1959. Harrisius pallidus ingår i släktet Harrisius och familjen fjädermyggor. Inga underarter finns listade i Catalogue of Life.